# Кизелене, Гражина Антановна
Гражина Антановна Кизелене (лит. Gražina Kizelienė; род. 1934 год) — советский хозяйственный, государственный и политический деятель, Герой Социалистического Труда, депутат Совета Национальностей Верховного Совета СССР 7-го созыва.

## Биография
Родилась в 1934 году в Литве. Член КПСС.
С 1950 года — на хозяйственной, общественной и политической работе. В 1950—1986 гг. — ученица, ткачиха фабрики шерстяных тканей «Дробе» Литовского совнархоза в городе Каунаc Литовской ССР.
Указом Президиума Верховного Совета СССР от 1 октября 1965 года присвоено звание Героя Социалистического Труда с вручением ордена Ленина и золотой медали «Серп и Молот».
Избиралась депутатом Совета Национальностей Верховного Совета СССР 7-го созыва от Литовской ССР (1966—1970). Делегат XXV съезда КПСС (1976).
Жила в Литве.